# Amboy (Illinois)
Pour les articles homonymes, voir Amboy.
La ville américaine d’Amboy est située dans le comté de Lee, dans l’Illinois. Lors du recensement de 2000, elle comptait 2 561 habitants.

## Source
- (en) Cet article est partiellement ou en totalité issu de l’article de Wikipédia en anglais intitulé « Amboy, Illinois » (voir la liste des auteurs).